# (21418) Bustos
(21418) Bustos (1998 FY71) – planetoida z grupy pasa głównego asteroid okrążająca Słońce w ciągu 3,22 lat w średniej odległości 2,18 j.a. Odkryta 20 marca 1998 roku.